# Église Notre-Dame-de-l'Assomption d'Esbareich
L'église Notre-Dame-de-l'Assomption d'Esbareich est une église catholique située à Esbareich, dans le département français des Hautes-Pyrénées en France.

## Historique
Le village avait à l'origine une église dédiée au culte de la Vierge Marie dont le vocable était Notre-Dame d'En Haut. D'anciens écrits ont permis au baron d'Agos de dater l'origine de cette église au XIe siècle. L'église de Notre-Dame d'En Haut était située à plusieurs centaines de mètres au sud du village et elle était entourée d'un cimetière qui est aujourd'hui encore celui du village.
Cette église était le centre d'une confrérie importante, "La Frairie de Barousse-dessus".
Le "Censuale Beneficiorum" du diocèse de Comminges de 1373 indique que la paroisse était appelée Sbarex, elle avait pour annexes les villages de Bellopodio (aujourd'hui disparu) et de Sost.
En 1525, le village s'appelait Sbareys, et en 1667 Esbaries, le nom vient de "eto bargues" signifiant "parc à moutons".
En 1786, le diocèse de Comminges indique que Esbareich avait un curé et Sost était annexe.

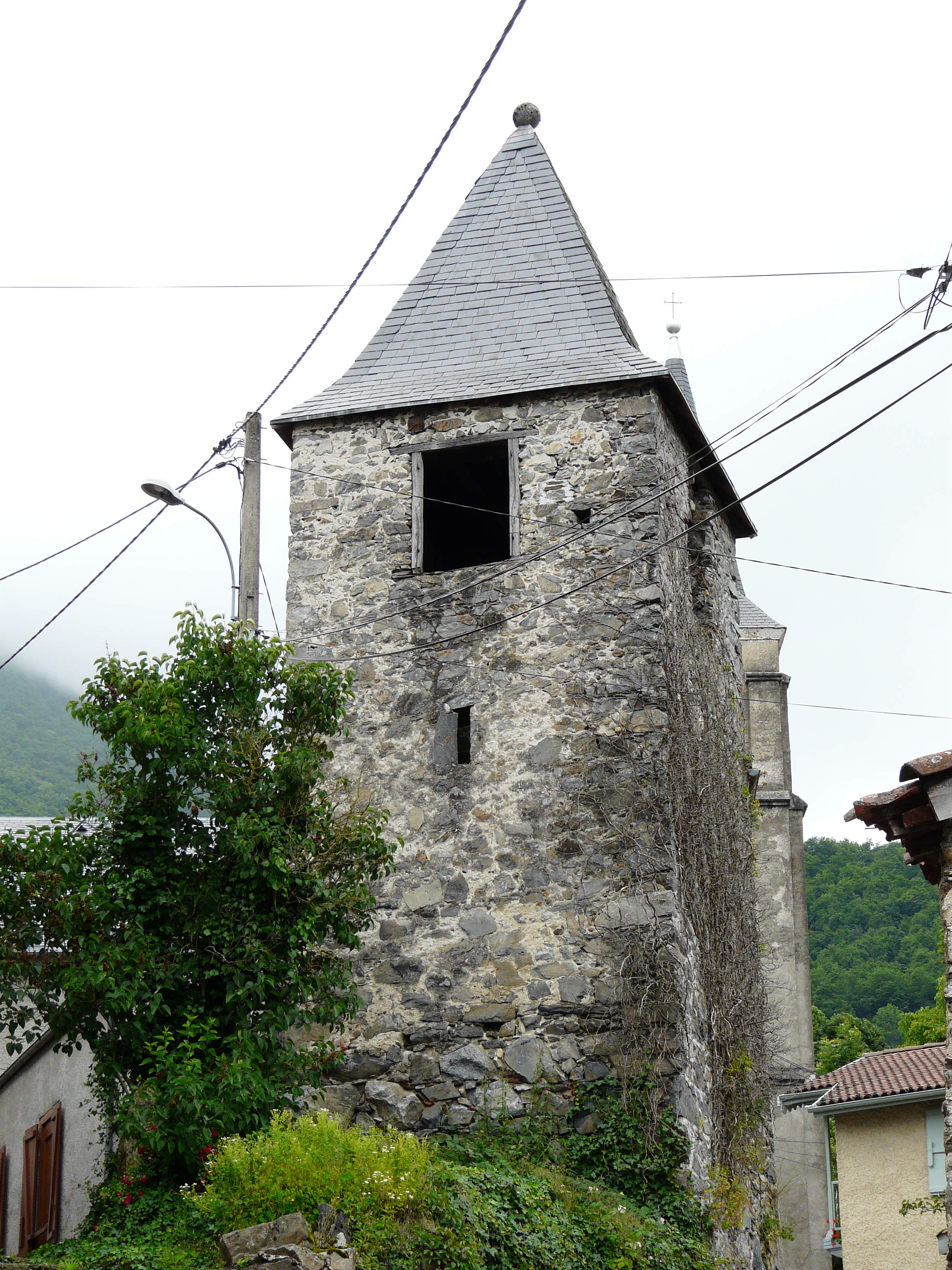
Ancienne chapelle

L'église de Notre-Dame d'En Haut fut interdite et abandonnée pour son mauvais état dans les années 1840. Une chapelle provisoire avait été construite au centre du village, et les offices y étaient célébrés jusqu'à la construction de la nouvelle église.
Le plan de l'église actuelle a été fait par l'architecte d'Antichan, M. Sécail. Le sanctuaire est construit tourné vers le midi.
Le devis pour la construction de la nouvelle église s'élève à 25 123,59 francs. La famille de Luscan fournit le bois pour l'église en 1857.
En 1865, la construction de la nouvelle église est terminée, Pierre Fourcade est alors nommé curé de l'église d'Esbareich.
À cinquante mètres de l'église se trouve une tour carrée de huit mètres de haut, elle rappelle l'emplacement de l'ancienne chapelle.

## Description

### Extérieur
L'église est de style néo-gothique, sa longueur est de 25 mètres et sa largeur de 8,50 mètres. Le clocher-tour s'élève à 17 mètres.
Le portail néo-gothique, en marbre gris de Saint-Béat, est surmonté d'une niche en marbre abritant une statue de l'Immaculée Conception avec pour message "Ils m'ont choisi pour gardienne".

### Intérieur

#### Lanef

##### Partie arrière
Le bénitier de l'entrée est en marbre blanc de Saint-Béat avec un fût octogonal et surmonté d'une cuve hémisphérique est classé au titre objet des monuments historiques.
Au fond de l'église a été placé l'ancienne porte romane de Notre-Dame d'En Haut, sur le tympan est représenté un chrisme.
La nef a six vitraux.

#### Lebaptistère
La cuve baptismale en pierre décoré de fleurs de lys provient de l'ancienne église de Notre-Dame d'En Haut.
Un couvercle en bois sculpté et doré a été placé sur la cuve baptismale, au-dessus se trouve un tableau représentant le baptême de Jésus.
La cuve baptismale est entourée d'un décor en bois dont on peut lire trois messages :
- Sur la gauche : "Ici, j'ai renoncé à Satan, à ses pompes, à ses œuvres".
- Au-dessus : "Celui qui ne renait de l'Eau et du Saint-Esprit ne peut entrer dans le Royaume de Dieu".
- Sur la droite : "Ici je me suis donné à Jésus-Christ, à sa Loi, à son Évangile".

L'ancienne horloge de l'église est dite de la quatrième génération (1925 - 1960), elle est de construction horizontale en fonte, laiton et fer, industrialisée. Le fabricant est J. et J. Lussault, fils à Tiffauges.
Dans la chapelle se trouve :
- Un tableau de Notre-Dame du Rosaire remettant le rosaire à saint Dominique, l'Enfant Jésus donne son Sacré-Cœur à sainte Catherine de Sienne.
- Une statue du Sacré-Cœur de Jésus.
- Un portrait en mosaïque de sainte Agnès.

#### Chapelle de Notre-Dame-du-Rosaire
L'autel est en bois sculpté. Le bas de l'autel est peint en bleu ciel et il est orné avec des fleurs de lys, dessus sont écrites les lettres A et M représentant le monogramme marial avec les initiales de l’Ave Maria.
Le retable date du début du XIXe siècle, il est peint en rose fuchsia et est orné d'un décor de roses, et d'étoiles dorées, au-dessus est représentée Notre-Dame du Rosaire assise en tenant son fils Jésus. L'Enfant Jésus tient le rosaire de la main gauche et bénit de la main droite.
La pietà provient elle aussi de l'ancienne église de Notre-Dame d'En Haut.

#### Chapelle Saint-Bertrand
L'autel est en marbre blanc et rose, au-dessus a été placé un tableau de saint Bertrand.

#### ChapelleNotre-Dame-de-Pitié
Au centre une statue d'une Mater Dolorosa, sur le socle est écrit le message : "On ne demande rien à Marie désolée sans l'obtenir".

#### Lechœur
Le maître-autel est en marbre blanc et rose provenant sans doute des anciennes carrières de marbre de Sost. Il est surmonté d'un retable tabernacle en bois doré daté du XVIIIe siècle provenant de l'ancienne église de Notre-Dame d'En Haut.
Le panneau gauche du retable représente l'Annonciation, le panneau de droite, l'Assomption de Marie. De chaque côté du tabernacle sont placées deux statuettes d'un évêque, sur la tabernacle est sculpté un christ de pitié, au-dessus est placée une statuette de l'Assomption de Marie.
Le tableau représentant l'Assomption de Marie mesure 3 mètres x 2,10 mètres, le décor et le tableau datent des XVIIIe et XIXe siècles.
En haut de l'abside, le vitrail circulaire représente le couronnement de Marie.
Le chœur a quatre vitraux.

## Galerie

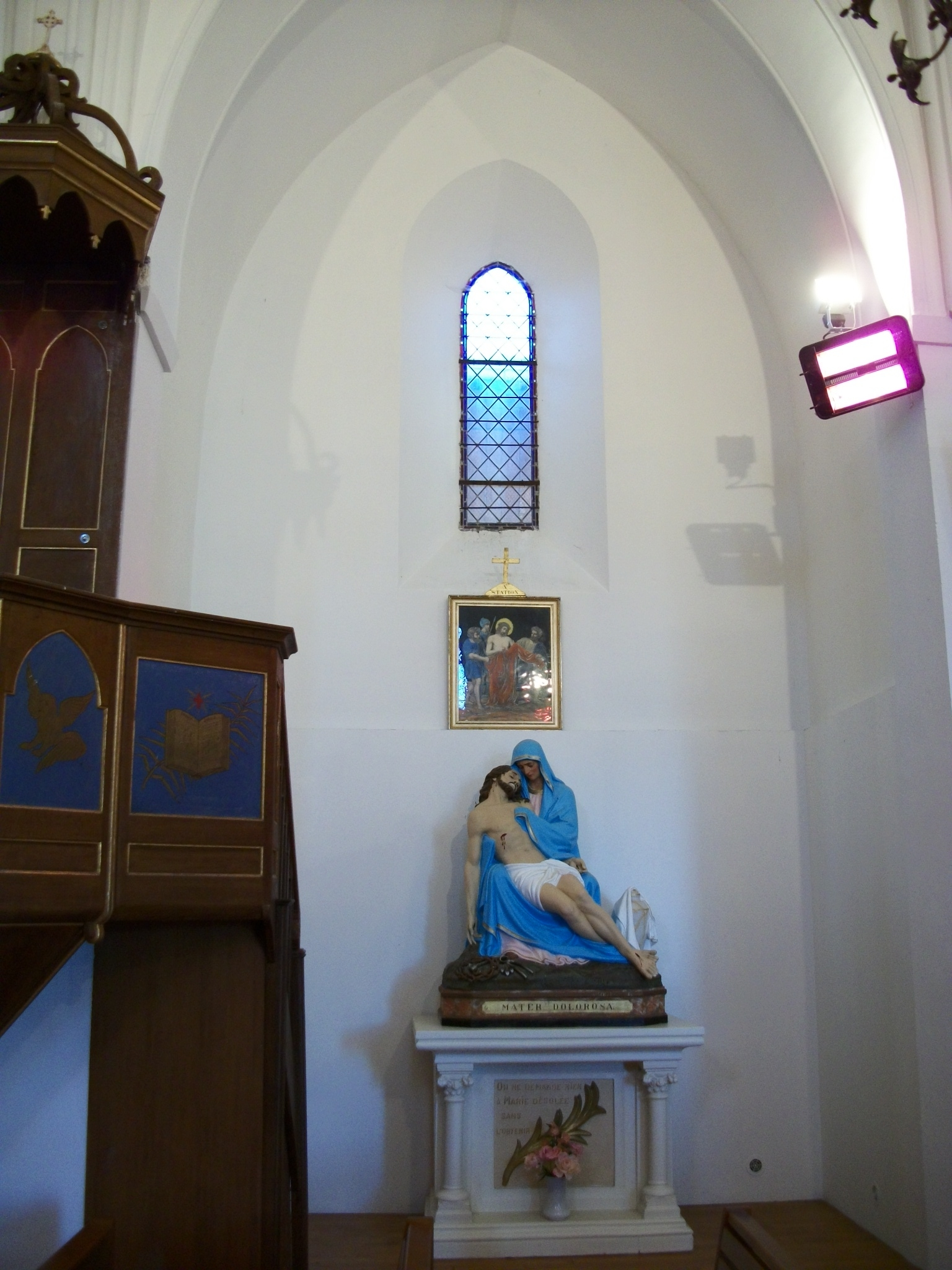
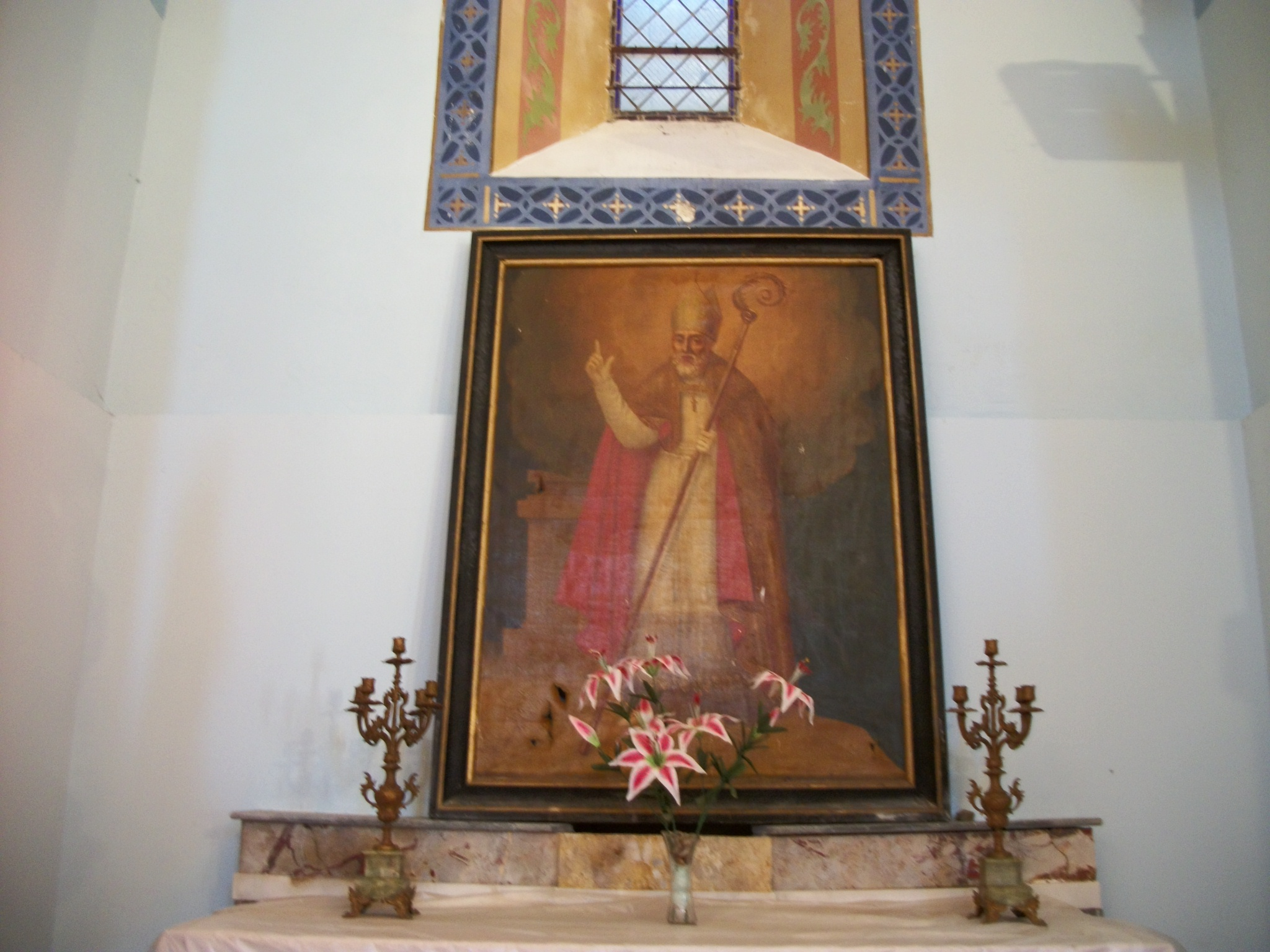
Tableau de saint Bertand
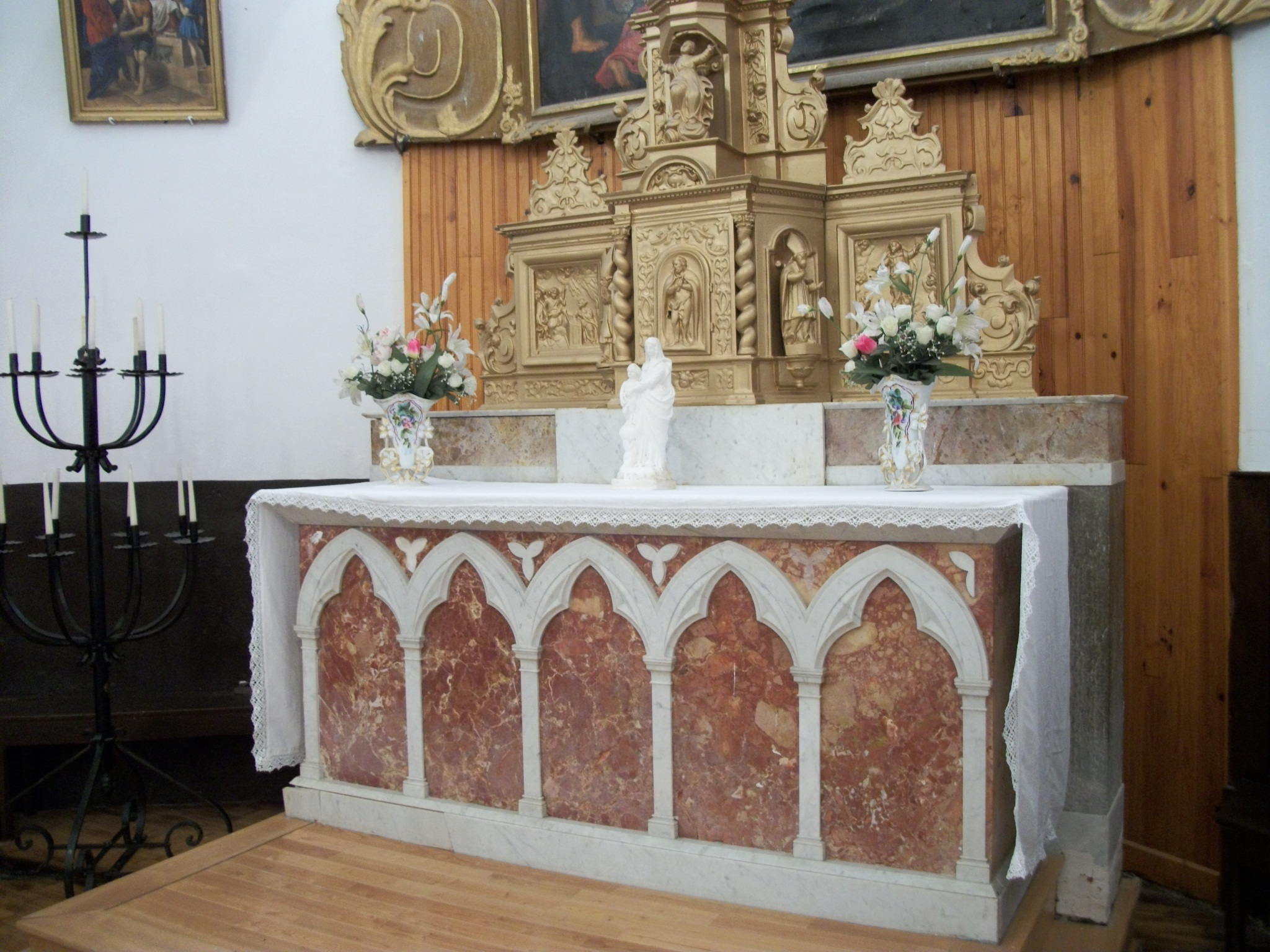
Maître-autel en marbre blanc et rose
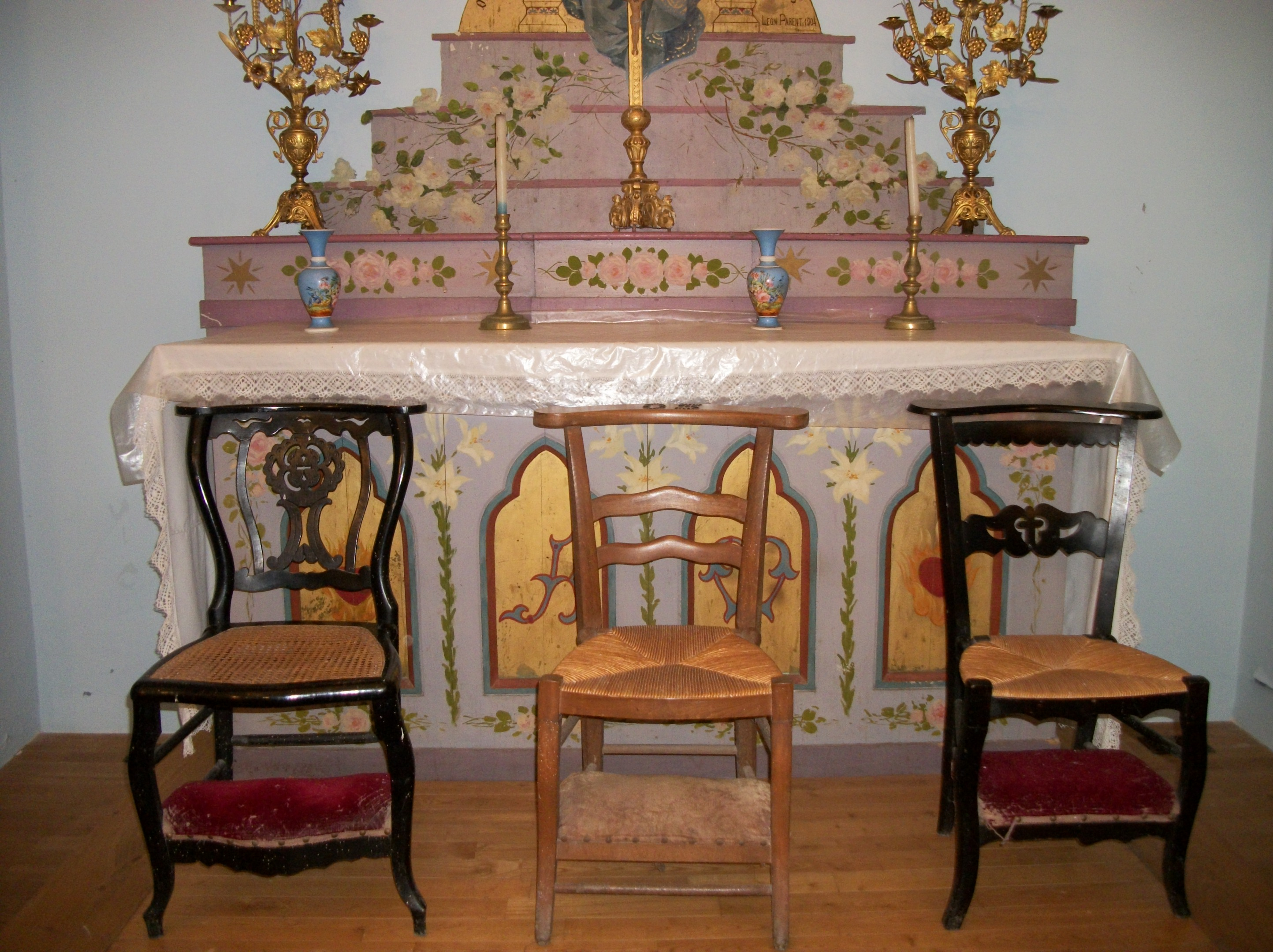
L'autel en bois sculpté
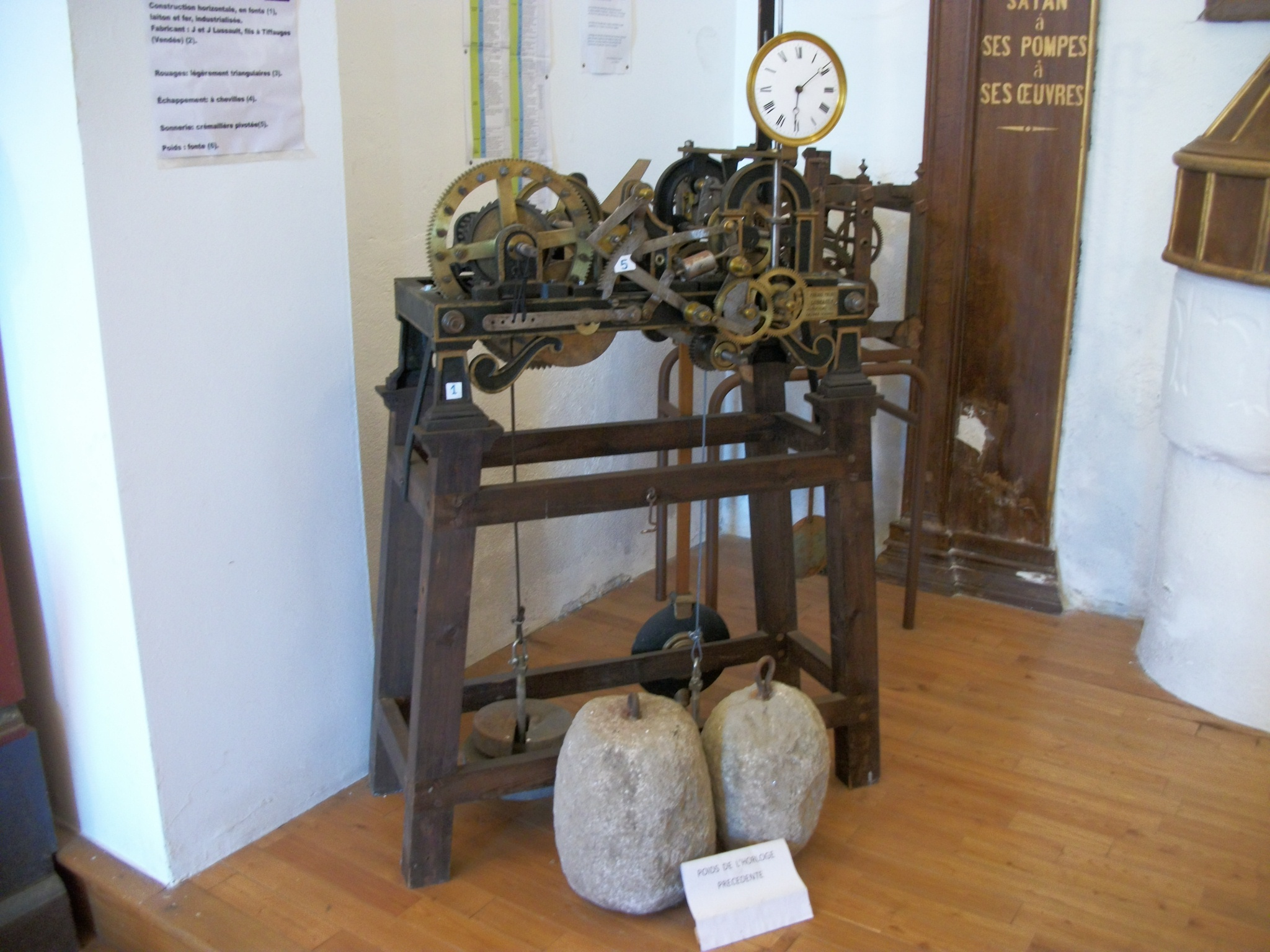
Ancienne horloge du clocher de l'église.

## Extraits audio d'une messe
Extraits de la messe de l'ensemble paroissial de la Barousse à l'Église Notre-Dame-de-l'Assomption d'Esbareich lors de la rentrée paroissiale le 6 septembre 2020.